# Diaperoecia macroecia
Diaperoecia macroecia är en mossdjursart som beskrevs av Lu, Ni och Zhong 1988. Diaperoecia macroecia ingår i släktet Diaperoecia och familjen Diaperoeciidae. Inga underarter finns listade i Catalogue of Life.